# Vs. Tour
Vs. Tour – czwarta trasa koncertowa zespołu Pearl Jam, która odbyła się na przełomie 1993 i 1994 r. Obejmowała tylko Stany Zjednoczone, w jej trakcie odbyły się pięćdziesiąt trzy koncerty.

## Lista utworów

### Utwory Pearl Jam
1. "Alive"
2. "Alone"
3. "Angel"
4. "Animal"
5. "Better Man"
6. "Black"
7. "Blood"
8. "Breath"
9. "Corduroy"
10. "Daughter"
11. "Deep"
12. "Dirty Frank"
13. "Dissident"
14. "Elderly Woman Behind the Counter in a Small Town"
15. "Even Flow"
16. "Footsteps"
17. "Fuck Me In The Brain"
18. "Garden"
19. "Glorifield G"
20. "Go"
21. "Hard to Imagine"
22. "Immortality"
23. "Indifference"
24. "Jeremy"
25. "Last Exit"
26. "Leash"
27. "Not for You"
28. "Nothingman"
29. "Oceans"
30. "Once"
31. "Out of My Mind"
32. "Porch"
33. "Rats"
34. "Rearviewmirror"
35. "Release"
36. "Satan’s Bed"
37. "Spin the Black Circle"
38. "State of Love and Trust"
39. "Tremor Christ"
40. "W.M.A."
41. "Wash"
42. "Whipping"
43. "Why Go"
44. "Yellow Ledbetter"

### Covery innych wykonawców
1. "Across The Universe" (The Beatles) (fragment)
2. "Ain’t Nothing To Do" (The Dead Boys)
3. "American Pie" (Don McLean) (fragment)
4. "Androgynus Mind" (Sonic Youth) (fragment)
5. "Another Brick In The Wall" (Pink Floyd) (fragment)
6. "Beginning To See The Light" (The Velvet Underground)
7. "Crazy Mary" (Victoria Williams)
8. "Fuckin'Up" (Neil Young)
9. "Golden Years" (David Bowie) (fragment)
10. "Happy Birthday" (melodia tradycyjna)
11. "Happy Trails" (Dale Evans)
12. "Hate the Police" (The Dicks) (fragment)
13. "Hey Hey, My My (Into the Black)" (Neil Young) (fragment)
14. "I Am A Patriot" (Steven Van Zandt)
15. "I Won’t Back Down" (Tom Petty)
16. "I'm One" (The Who)
17. "I've Got Feeling" (The Beatles)
18. "Instant Karma!" (John Lennon) (fragment)
19. "The Kids Are Alright" (The Who)
20. "Monkey Gone to Heaven" (The Pixies) (fragment)
21. "My Generation" (The Who)
22. "The Real Me" (The Who) (fragment)
23. "Rockin’ in the Free World" (Neil Young)
24. "Sail Away" (Neil Young) (fragment)
25. "Sheraton Gibson" (Pete Townshend)
26. "Shine" (Rollin Band) (fragment)
27. "Sick o'Pussies" (Bad Radio) (fragment)
28. "(Sittin On) The Dock of the Bay" (Otis Redding)
29. "Sonic Reducer" (The Dead Boys)
30. "Street Fighting Man" (The Rolling Stones)
31. "Suck You Dry" (Mudhoney) (fragment)
32. "Suspicious Minds" (Elvis Presley) (fragment)
33. "Swallow My Pride" (Green River)
34. "Sweet Emotion" (Aerosmith)
35. "Tearing" (Rollins Band) (fragment)
36. "Three Little Birds" (Bob Marley & The Wailers)
37. "Throw Your Arms Around Me" (Hunters & Collectors)
38. "Tonight’s the Night" (Neil Young) (fragment)
39. "Young Man Blues" (Mose Allison) (fragment)

## Koncerty w 1993
1. 25 października 1993 – Seattle, Waszyngton – Off Ramp Café
2. 27 października 1993 – Santa Cruz, Kalifornia – The Catalyst
3. 28 października 1993 – San Francisco, Kalifornia – The Warfield Theatre
4. 30 października 1993 – San Jose, Kalifornia – SJSU Event Center
5. 31 października 1993 – Berkeley, Kalifornia – Greek Theatre
6. 2 listopada 1993 – San Diego, Kalifornia – Civic Theatre
7. 3 listopada 1993 – San Diego, Kalifornia – Civic Theatre
8. 4 listopada 1993 – Hollywood, Kalifornia – Whisky a Go Go
9. 5 listopada 1993 – Indio, Kalifornia – Empire Polo Fields
10. 6 listopada 1993 – Mesa, Arizona – Mesa Amphitheatre
11. 7 listopada 1993 – Mesa, Arizona – Mesa Amphitheatre
12. 9 listopada 1993 – Albuquerque, Nowy Meksyk – Convention Exhibition Hall
13. 11 listopada 1993 – Denton, Teksas – University of North Texas Coliseum, Texas Pit
14. 12 listopada 1993 – Dallas, Teksas – Moody Coliseum
15. 16 listopada 1993 – Nowy Orlean, Luizjana – Lakefront Arena
16. 17 listopada 1993 – Nowy Orlean, Luizjana – Lakefront Arena
17. 19 listopada 1993 – Nowy Orlean, Luizjana – Lakefront Arena
18. 20 listopada 1993 – Nacogdoches, Teksas – William R. Johnson Coliseum na Stephen F. Austin University
19. 22 listopada 1993 – Little Rock, Arkansas – Barton Coliseum
20. 23 listopada 1993 – Oklahoma City, Oklahoma – T&T Center
21. 24 listopada 1993 – Wichita, Kansas – Century II
22. 26 listopada 1993 – Boulder, Kolorado – Balch Fieldhouse na University of Colorado at Boulder (planowany koncert na 27 listopada w tym samym miejscu został odwołany)
23. 30 listopada 1993 – Las Vegas, Nevada – Alladin Theatre
24. 1 grudnia 1993 – Las Vegas, Nevada – Alladin Theatre (koncerty w Las Vegas były wcześniej planowane w hotelu Sands; zostały przeniesione do Alladin Theatre)
25. 2 grudnia 1993 – Reno, Nevada – Lawlor Events Center
26. 7 grudnia 1993 – Seattle, Waszyngton – Seatlle Center Arena
27. 8 grudnia 1993 – Seattle, Waszyngton – Seattle Center Arena
28. 9 grudnia 1993 – Seattle, Waszyngton – Seattle Center Arena

### ArtyścisupportującyPearl Jam w 1993
- American Music Club
- Bill Miller
- Butthole Surfers
- Eleven
- Hater
- Mudhoney
- Rollins Band
- Six in the Clip
- Urge Overkill

## Koncerty w 1994
1. 6 marca 1994 – Denver, Kolorado – Paramount Theatre
2. 7 marca 1994 – Denver, Kolorado – Paramount Theatre
3. 9 marca 1994 – Pensacola, Floryda – Civic Center
4. 10 marca 1994 – Chicago, Illinois – Chicago Stadium
5. 13 marca 1994 – Chicago, Illinois – New Regal Theater
6. 14 marca 1994 – St. Louis, Missouri – Fox Theatre
7. 15 marca 1994 – St. Louis, Missouri – Fox Theatre
8. 17 marca 1994 – West Lafayette, Indiana – Elliot Hall na Purdue University
9. 19 marca 1994 – Detroit, Michigan – Masonic Theater
10. 20 marca 1994 – Ann Arbor, Michigan – Crisler Arena
11. 22 marca 1994 – Cleveland, Ohio – Cleveland State University Convocation Center
12. 24 marca 1994 – Louisville, Kentucky – Louisville Gardens
13. 25 marca 1994 – Memphis, Tennessee – Mid-South Coliseum
14. 26 marca 1994 – Murfreesboro, Tennessee – Murphy Center
15. 28 marca 1994 – Miami, Floryda – Bayfront Amphitheater
16. 29 marca 1994 – St. Petersburg, Floryda – Bayfront Arena
17. 2 kwietnia 1994 – Atlanta, Georgia – Fox Theatre
18. 3 kwietnia 1994 – Atlanta, Georgia – Fox Theatre
19. 6 kwietnia 1994 – Springfield, Massachusetts – Civic Center
20. 7 kwietnia 1994 – Rochester, Nowy Jork – Rochester War Memorial
21. 8 kwietnia 1994 – Fairfax, Wirginia – Patriot Center
22. 10 kwietnia 1994 – Boston, Massachusetts – Boston Garden
23. 11 kwietnia 1994 – Boston, Massachusetts – Boston Garden
24. 12 kwietnia 1994 – Boston, Massachusetts – Orpheum Theatre
25. 17 kwietnia 1994 – New York City, Nowy Jork – Paramount Theater

### Artyści supportujący Pearl Jam w 1994
- Follow for Now
- The Frogs
- Grant Lee Buffalo
- King’s X
- L7
- Mudhoney